# David Silverman
Pour les articles homonymes, voir Silverman.
David Silverman est un réalisateur, acteur et producteur américain né le 15 mars 1957 à New York, New York (États-Unis).

## Biographie
Après des études artistiques à l’Université du Maryland, David Silverman obtient la maîtrise d'Animation Workshop de l'école de cinéma de UCLA (University of California Los Angeles).
Animateur de la série télévisée Les Simpson pendant dix ans et réalisateur de 17 épisodes, David Silverman assure la réalisation des scènes complémentaires de La Route d'Eldorado des studios DreamWorks, qui sort sur les écrans en 2000. Entré en 1998 aux studios Pixar, le dessinateur est co-réalisateur de Monstres et Cie en 2001. Il offre ses services pour le premier long-métrage de Blue Sky Studios (filiale de 20th Century Fox Animation), L’Âge de glace, en tant que consultant de l’histoire avec son collaborateur Jon Vitti. En 2007, il retrouve la grande famille des Simpson en réalisant l'adaptation cinéma de leurs aventures.

## Filmographie

### Réalisateur
- 2000 : La Route d'Eldorado  réalisateur de séquences avec Will Finn
- 2001 : Monstres et Cie (Monsters Inc.) co-réalisateur avec Pete Docter et Lee Unkrich
- 2007 : Les Simpson, le film (The Simpsons Movie)
- 2012 : Dure journée pour Maggie (court-métrage)
- 2020 : Rendez-vous avec le destin (court-métrage)
- 2021 : Les Bouchetrous (Extinct)  avec Raymond S. Persi comme co-réalisateur

### Autres
- 2002 : L’Âge de glace (Ice Age) consultant de l’histoire avec Jon Vitti
- 2003 : Les Looney Tunes passent à l'action (Looney Tunes: Back in Action) Consultant de l’animation
- 2005 : Robots Storyboardeur
- 2012 : Dure journée pour Maggie créateur des storyboards
- 2020 : Rendez-vous avec le destin co-créateur des storyboards avec Eric Koening et histoire originale avec Matt Groening et James L. Brooks (Disney+ original)

### Épisodes desSimpson
| Année | Titre                               | Titre original                         | Saison | Épisode | Scénariste                                                                               |
| ----- | ----------------------------------- | -------------------------------------- | ------ | ------- | ---------------------------------------------------------------------------------------- |
| 1989  | Noël mortel                         | Simpsons Roasting on an Open Fire      | 1      | 1       | Mimi Pond                                                                                |
| 1990  | Bart le génie                       | Bart the Genius                        | 1      | 2       | Jon Vitti                                                                                |
| 1990  | Terreur à la récré                  | Bart the General                       | 1      | 5       | John Swartzwelder                                                                        |
| 1990  | Marge perd la boule                 | Life on the Fast Lane                  | 1      | 9       | John Swartzwelder                                                                        |
| 1990  | Une soirée d'enfer                  | Some Enchanted Evening                 | 1      | 13      | Matt Groening et Sam Simon                                                               |
| 1990  | Aide-toi, le ciel t'aidera          | Bart Gets an F                         | 2      | 1       | David M. Stern                                                                           |
| 1990  | Simpson's Horror Show - Le Corbeau  | Treehouse of Horror - The Raven        | 2      | 3       | Sam Simon                                                                                |
| 1990  | La Fugue de Bart                    | Bart vs. Thanksgiving                  | 2      | 7       | George Meyer                                                                             |
| 1991  | Il était une fois Homer et Marge    | The Way We Was                         | 2      | 12      | Al Jean, Mike Reiss et Sam Simon                                                         |
| 1991  | Un amour de grand-père              | Old Money                              | 2      | 17      | Jay Kogen et Wallace Wolodarsky                                                          |
| 1991  | Le sang, c'est de l'argent          | Blood Feud                             | 2      | 22      | George Meyer                                                                             |
| 1992  | La Veuve noire                      | Black Widower                          | 3      | 21      | Jon Vitti, Sam Simon et Thomas Chastain                                                  |
| 1992  | Oh la crise... cardiaque !          | Homer's Triple Bypass                  | 4      | 11      | Gary Apple et Michael Carrington                                                         |
| 1993  | Krusty, le retour                   | Krusty Gets Kancelled                  | 4      | 22      | John Swartzwelder                                                                        |
| 1993  | Simpson Horror Show IV              | Treehous of Horror IV                  | 5      | 5       | Conan O'Brien, Bill Oakley, Josh Weinstein, Greg Daniels, Dan McGrath et Bill Canterbury |
| 1994  | L'Amour à la Simpson                | Another Simpsons Clip Show             | 6      | 3       | Jon Vitti                                                                                |
| 1995  | Homer le clown                      | Homie the Clown                        | 6      | 15      | John Swartzwelder                                                                        |
| 1995  | La Mère d'Homer                     | Mother Simpson                         | 7      | 8       | Richard Appel                                                                            |
| 1995  | 138e épisode, du jamais vu !        | The Simpsons 138th Episode Spectacular | 7      | 10      | Jon Vitti                                                                                |
| 2002  | Simpson Horror Show XIII            | Treehouse of Horror XIII               | 14     | 1       | Marc Wilmore, Brian Kelley et Kevin Curran                                               |
| 2004  | Simpson Horror Show XV              | Treehouse of Horror XV                 | 16     | 1       | Bill Odenkirk                                                                            |
| 2005  | Simpson Horror Show XVI             | Treehouse of Horror XVI                | 17     | 4       | Marc Wilmore                                                                             |
| 2006  | Simpson Horror Show XVII            | Treehouse of Horror XVII               | 18     | 4       | Peter Gaffney                                                                            |
| 2015  | L'Homme qui vint pour être le dîner | The Man Who Came to Be Dinner          | 26     | 10      | Al Jean et David Mirkin                                                                  |

### Acteur
- 2001 : Monstres et Cie (Monsters, Inc.) : voix additionnelle

### Producteur
- 1989 : Les Simpson (The Simpsons) (série télévisée)

### Scénariste
| Année | Titre           | Titre original      | Saison | Épisode | Réalisateur  |
| ----- | --------------- | ------------------- | ------ | ------- | ------------ |
| 2018  | Lisa a le blues | Lisa Gets the Blues | 29     | 17      | Bob Anderson |